# Avvistamenti di UFO in Belgio
Gli avvistamenti di UFO in Belgio , anche noti come "ondata belga", si riferiscono a una serie di avvistamenti UFO nella regione della Vallonia, iniziati il 29 novembre 1989 e terminati nell'aprile del 1990. La vicenda rappresenta uno dei casi più celebri legati agli UFO triangolari, altresì noti come triangoli neri. 

## Gli avvistamenti

### Inizio dell'ondata

#### Avvistamento di Eupen
Il primo avvistamento noto si verificò il 29 novembre 1989 nei pressi di Eupen, città belga della comunità germanofona nonché capoluogo dei Cantoni dell'Est. Due gendarmi riferirono di aver visto un oggetto volante di forma triangolare con delle forti luci arancioni alla base nel corso di una ronda appena fuori dal centro abitato. Nella stessa sera, altri due membri della gendarmeria nazionale affermarono di aver visto un oggetto volante dalle stesse caratteristiche a circa 32 km a nord di Eupen.

#### Copertura mediatica e interesse pubblico
La notizia venne riportata dai media e nelle settimane a seguire si verificarono più segnalazioni circa la presenza di strane luci policrome nel cielo, spesso formanti un triangolo, da parte di civili e militari in diverse provincie della regione. Sebbene i primi avvistamenti si fossero verificati nei comuni orientali, il fenomeno interessò dopo pochi giorni anche alcune aree della comunità francese, in modo particolare dopo i primi servizi dei telegiornali locali sul caso. Tra gli avvistamenti più rilevanti si ricorda quello dell'11 dicembre tra le città di Liegi e Namur, durante il quale numerose persone riferirono di aver visto un oggetto luminoso sorvolare le proprie abitazioni.    

### L'avvistamento del 30 marzo 1990
L'ondata belga trova un picco con gli eventi della notte tra il 30 e il 31 marzo 1990, in cui un avvistamento UFO nell'area del Brabante Vallone allertò l'aviazione nazionale. L'episodio venne esposto all'attenzione dei media nel luglio del 1991 con la testimonianza dell'ex generale Wilfried De Brouwer, capo delle operazioni dell'aeronautica al tempo dell'ondata.  
Alle 23:00 circa del 30 marzo, il CRC (Control Reporting Center, ossia "centro di controllo delle segnalazioni") della stazione di Glons, cittadina della provincia di Liegi dove sorge il Programming Centre della NATO, ricevette avviso di tre luci insolite solcare lo spazio aereo della regione. La stazione ebbe un riscontro radar dell'avvistamento alle 23:30 circa e alle 23:50 circa una seconda stazione notificò una rilevazione compatibile con quella del CRC di Glons.  

#### Intervento degli F-16
Alle 0:05 si alzarono in volo due caccia F-16 dalla base aerea di Beauvechain per stabilire un contatto con gli oggetti non identificati. Vennero tentate nove intercettazioni, ma i piloti non furono in grado di localizzare alcun bersaglio. All'1:02 gli aerei da combattimento rientrarono alla base senza essere riusciti a confermare la presenza di oggetti nello spazio aereo o la manifestazione di fenomeni di alcun tipo.   

#### Rapporto ufficiale
Il generale De Brouwer riassunse l'evento stabilendo che le evidenze tecniche fossero insufficienti a stabilire che si fossero verificate attività aeree fuori dalla norma. I dettagli finali sugli avvistamenti furono dati dai membri della gendarmeria di Wavre, inviata per confermare i rapporti iniziali. Essi descrissero un avvistamento da terra di quattro luci, poi trasformatisi in una formazione quadrata, andando a scomparire in quattro direzioni separate verso l'1:30.  

### Il rapporto del SOBEPS

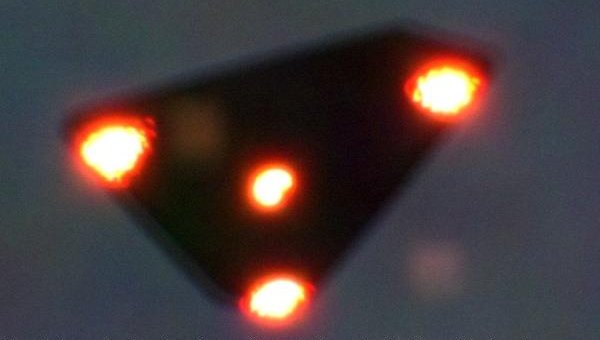
Ricostruzione di un UFO triangolare sulla base delle testimonianze fornite

Il fenomeno degli avvistamenti nella Regione vallona venne documentato in maniera estensiva dal SOBEPS, un'organizzazione privata belga di indagine ufologica. Quest'ultima dichiarò che l'avvistamento di Eupen del 29 novembre 1989 fu confermato da 143 persone, mentre quello del 30 marzo 1990 coinvolse 13.500 persone, 2.600 delle quali depositarono una testimonianza scritta. L'alto numero di osservatori fu determinato dall'elevata densità di popolazione del Belgio, che rappresenta la seconda nazione per densità abitativa in Europa.   
Avendo ottenuto la garanzia del Ministero della Difesa circa il supporto tecnico e materiale dell'aeronautica nelle indagini, il SOBEPS condusse un lavoro di ricerca, compartecipato da diversi militari, teso ad identificare la natura del fenomeno. I risultati vennero pubblicati in un dossier dal titolo Vague d'OVNI sur la Belgique (in italiano, Onda UFO sul Belgio), pubblicato in due tomi rispettivamente nel 1991 e nel 1994.   
Sulla base della coincidenza e dell'autorevolezza di numerose testimonianze, il rapporto escluse che gli avvistamenti riguardassero fenomeni naturali o aeromobili conosciuti, quanto piuttosto dei velivoli ignoti e tecnologicamente avanzati, sebbene non concludesse che questi fossero di matrice extraterrestre, mantenendosi dunque aperto circa la loro origine.   
Secondo quanto riportato dal SOBEPS, i piloti degli F-16 impiegati nell'allerta del 30 marzo avrebbero confermato la presenza di un oggetto non identificato nello spazio aereo, che sarebbe stato agganciato dai cacciabombardieri per nove volte, riuscendo ogni volta a far perdere le proprie tracce attraverso manovre a velocità non tollerabili per piloti umani, se non addirittura smaterializzandosi per ricomparire in un'altra posizione. La correttezza di tali dichiarazioni non venne tuttavia comprovata. 

## La fotografia di Petit-Rechain
Nell'aprile del 1990, durante l'ondata di avvistamenti, venne resa pubblica la foto di un UFO triangolare scattata nei pressi di Petit-Rechain, sezione della città di Verviers. L'immagine divenne il simbolo dell'ondata belga e comparve nella copertina di numerosi libri sull'ufologia. Tuttavia, molti studiosi, come i ricercatori dell'Università di Liegi, la catalogarono come un falso al netto delle analisi effettuate. 
Patrick Maréchal, autore dello scatto, confessò che si trattasse di una messinscena nel 2011, spiegando che l'oggetto immortalato nella fotografia fosse un modellino di polistirolo espanso di sua costruzione, su cui applicò quattro fari e che appese con l'ausilio di una corda per simulare il fatto che si trovasse in volo. 

## Analisi e spiegazione del fenomeno
Le conclusioni del SOBEPS vennero contestate da vari scettici, anche all'interno della comunità ufologica, che accusarono diversi errori nella ricostruzione degli eventi, nonché la deliberata mistificazione di alcuni dati e testimonianze al fine di far prevalere l'ipotesi che fossero stati osservati velivoli sconosciuti. 
L'ufologo scettico Renaud Leclet scrisse un'analisi degli avvenimenti al netto di un profondo lavoro di indagine sul fenomeno, sebbene egli sia deceduto prima di ultimare la stesura del lavoro, che venne pubblicato nella sua forma parziale dall'organizzazione ufologica CNEGU nel 2004 con il titolo The Belgian UFO Wave of 1989-1992: A Neglected Hypotesis. In base a quanto emerso dalle ricerche, Leclet concluse che la maggior parte degli avvistamenti potesse essere spiegata con l'osservazione di elicotteri di vario tipo. L'avvistamento di Eupen del 29 novembre 1989 sarebbe riconducibile al volo di un SA 330 Puma, mentre altri avvistamenti successivi avvenuti a dicembre 1989 e ad aprile 1990 si spiegherebbero con l'avvistamento di altri velivoli. I testimoni avrebbero avuto dal loro angolo di osservazione una visione parziale degli elicotteri, fraintendendone la natura; il rumore degli elicotteri sarebbe stato coperto da quello del motore delle loro automobili, oppure non sarebbe stato udito a causa del vento.
Jean-Michel Abrassart, uno psicologo belga, ha sostenuto che la lunghezza dell'ondata di avvistamenti si può spiegare con l'ipotesi psicosociale sugli UFO: le segnalazioni dei primi avvistamenti riportati da giornali e televisioni avrebbe incoraggiato il pubblico a vedere e segnalare altri UFO.
Lo scettico statunitense Brian Dunning ha approfondito altri aspetti del caso. Per quanto riguarda l'episodio dell'inseguimento degli UFO da parte dei caccia F-16, i piloti in realtà non avrebbero detto, come è stato raccontato, che gli oggetti scomparivano e ricomparivano, si muovevano troppo velocemente e salivano e scendevano di quota. Secondo il racconto della SOBEPS, gli avvistamenti furono confermati dal riscontro di nove segnali radar; in realtà, secondo quanto dichiarato da fonti ufficiali, i segnali radar erano in realtà tre e coincidevano tra di loro, mentre gli altri erano falsi echi radar, dovuti ad interferenze atmosferiche. Dunning ha anche contestato il numero di 2.600 testimoni fornito dalla SOBEPS; inizialmente i testimoni sarebbero stati 143 e il loro numero sarebbe successivamente aumentato per effetto della pubblicità dell'evento sui mezzi di comunicazione e delle ripetute sollecitazioni della SOBEPS, che invitava i testimoni a farsi avanti; ciò avrebbe creato nel pubblico un fenomeno di natura psico-sociale.